# Allers
Allers est un magazine hebdomadaire norvégien, et le plus vieux actuellement diffusé. Son principal public ciblé est le groupe des femmes mûres et se vend à 158 000 exemplaires en 2004. L'éditeur est Elisabeth Lund-Andersen. Il appartient à Allers Familie-Journal AS.